# Андреев, Пламен
Пламен Пламенов Андреев (болг. Пламен Пламенов Андреев; родился 15 декабря 2004, София) — болгарский футболист, вратарь нидерландского клуба «Фейеноорд», выступающий на правах аренды за испанский «Расинг Сантандер».

## Клубная карьера
Пламен дебютировал в основном составе «Левски» 23 мая 2021 года, выйдя на замену на 80й-минуте матча против клуба «Черно море» . 24 июля того же года дебютировал в стартовом составе «Левски» в матче Первой лиги Болгарии против клуба «Славия». В 2022 году 17-летний Андреев был назначен капитаном «Левски».
31 августа 2024 года перешёл в нидерландский «Фейеноорд», подписав пятилетний контракт до средины 2029 года.
Летом 2025 года перешёл на правах аренды в испанский «Расинг Сантандер».

## Карьера в сборной
Выступал за сборные Болгарии до 17, до 19 лет и до 21 года.

## Достижения
«Левски»
- Обладатель Кубка Болгарии: 2021/22